# Konak du prince Miloš à Sokobanja
Pour les articles homonymes, voir Konak du prince Miloš.
Le konak du prince Miloš à Sokobanja (en serbe cyrillique : Конак кнеза Милоша Обреновића у Сокобањи ; en serbe latin : Konak kneza Miloša Obrenovića u Sokobanji) se trouve à Sokobanja et dans le district de Zaječar, en Serbie. Il est inscrit sur la liste des monuments culturels protégés de la république de Serbie (identifiant no SK 754),.